# Ducktales (TV-serie, 2017)
DuckTales är en amerikansk tecknad TV-serie från 2017 av Disney. Serien är en reboot av den ursprungliga TV-serien DuckTales från 1987, som i sin tur var baserad på Carl Barks tecknade serier.
Den svenska översättningen är gjord av Maria Rydberg och Amelie Eiding.

## Handling
Efter att ha brutit kontakten med sin farbror Joakim i många år, lämnar Kalle Anka sina brorsöner Knatte, Fnatte och Tjatte där medan han går för att söka jobb. Det blir upptakten på flera nya äventyr där både Joakim von Anka och Kalles förflutna rätas ut. Dessutom försöker Knattarna till varje pris ta reda på vad som hänt med deras försvunna mor.

## Rollista
| Rollfigur                   | Engelsk röst         | Svensk röst |
| --------------------------- | -------------------- | --- |
| Joakim von Anka             | David Tennant        | Göran Engman |
| Knatte Anka                 | Danny Pudi           | Lars Säfsund |
| Fnatte Anka                 | Ben Schwartz         | Adam Portnoff |
| Tjatte Anka                 | Bobby Moynihan       | Oskar Nilsson |
| Anki                        | Kate Micucci         | Mikaela Tidermark Nelson                                                                                         |
| Sigge MacKvack              | Beck Bennett         | Felix von Bahder                                                                                                 |
| Fru Matilda                 | Toks Olagundoye      | Irene Lindh |
| Kalle Anka                  | Tony Anselmo         | Andreas Nilsson                                                                                                  |
| Della Anka                  | Paget Brewster       | Sara Huss Kleimar                                                                                                |
| Fenton Spadrig/Gizmokvack   | Lin-Manuel Miranda   | Joachim Bergström                                                                                                |
| Guld-Ivar Flinthjärta       | Keith Ferguson       | Per Sandborgh |
| Björnligan                  | Eric Bauza           | Niklas Engdahl/Johan Hedenberg (Big Bäng) Alex Kantsjö/Anton Körberg (Kräng) Anders Beckman/Per Sandborgh (Däng) |
| Magica de Hex               | Catherine Tate       | Ayla Kabaca |
| Mamma Buse                  | Margo Martindale     | Anita Molander                                                                                                   |
| Oppfinnar-Jocke             | Jim Rash             | Niklas Engdahl/Johan Hedenberg                                                                                   |
| Alexander Lukas             | Paul F. Tompkins     | Anton Körberg |
| Albert                      | David Kaye           | Gunnar Ernblad                                                                                                   |
| Lena                        | Kimiko Glenn         | Emelie Clausen/Amanda Renberg                                                                                    |
| Måns Trut                   | Josh Brener          | Göran Gillinger                                                                                                  |
| Gullan                      | Allison Janney       | My Holmsten |
| Konstapel Spadrig           | Selenis Leyva        | Sara Huss Kleimar                                                                                                |
| Gunnar Gamson               | Marc Evan Jackson    | Anders Beckman                                                                                                   |
| Ludwig von Anka             | Corey Burton         | Daniel Goldmann                                                                                                  |
| Dufus Drake                 | John Gemberling      | Göran Gillinger                                                                                                  |
| Drake Mallard/Darkwing Duck | Chris Diamantopoulos | Anders Öjebo |
| Kajsa Anka                  | Tress MacNeille      | Anna Engh |
| Jan (Janne) Långben         | Bill Farmer          | Johan Lindqvist                                                                                                  |

## Hemvideoutgivningar
Första avsnittet släpptes till DVD 19 december 2017.

### Fotnoter
1. ↑  Rebecka Ljung (3 mars 2017). ”Kalle Anka-serie gör comeback” (på svenska). Aftonbladet. https://www.aftonbladet.se/nojesbladet/a/no4jB/kalle-anka-serie-gor-comeback-sagas-direkt. Läst 3 februari 2018.
2. ↑  ”DuckTales - Vol 1: Woo-Oo!” (på engelska). TV Shows on DVD. 19 december 2017. Arkiverad från originalet den 5 februari 2018. https://web.archive.org/web/20180205000855/http://www.tvshowsondvd.com/releases/DuckTales-Volume-Release/17766. Läst 4 december 2018.